# Primera División de España 1949-50
La temporada 1949/50 de la Primera División de España de fútbol, correspondiente a la decimonovena edición del campeonato, comenzó el 4 de septiembre de 1949 y terminó el 23 de abril de 1950. Se proclamó campeón el Atlético de Madrid, siendo la temporada en la que el CD Málaga ascendió por primera vez a Primera División. 

## Clubes participantes
El Club Deportivo Málaga debutó esta temporada en Primera División. En total, tomaron parte en el torneo 14 clubes:
| Equipo                           | Ciudad        | Estadio             |
| -------------------------------- | ------------- | ------------------- |
| Atlético de Bilbao               | Bilbao        | San Mamés           |
| Club Atlético de Madrid          | Madrid        | Metropolitano       |
| Club de Fútbol Barcelona         | Barcelona     | Las Corts           |
| Real Club Celta                  | Vigo          | Balaidos            |
| Real Club Deportivo de La Coruña | La Coruña     | Riazor              |
| Real Club Deportivo Español      | Barcelona     | Sarriá              |
| Club Gimnástico                  | Tarragona     | Avenida de Cataluña |
| Club Deportivo Málaga            | Málaga        | La Rosaleda         |
| Real Oviedo                      | Oviedo        | Buenavista          |
| Real Madrid Club de Fútbol       | Madrid        | Chamartín           |
| Real Sociedad de Fútbol          | San Sebastián | Atocha              |
| Sevilla Club de Fútbol           | Sevilla       | Nervión             |
| Valencia Club de Fútbol          | Valencia      | Mestalla            |
| Real Valladolid Deportivo        | Valladolid    | Municipal           |

## Sistema de competición
El torneo estuvo organizado por la Federación Española de Fútbol.
Esta temporada participaron catorce equipos de toda la geografía española. Encuadrados en un grupo único y siguiendo un sistema de liga, se enfrentaron todos contra todos en dos ocasiones -una en campo propio y otra en campo contrario- durante un total de 26 jornadas. El orden de los encuentros se decidió por sorteo antes de empezar la competición.
La clasificación se estableció a razón del siguiente sistema de puntuación: dos puntos para el equipo vencedor de un partido, un punto para cada contendiente en caso de empate y cero puntos para el perdedor de un partido. El equipo que más puntos sumó se proclamó campeón de liga.
Debido a la ampliación de la categoría de catorce a dieciséis para la siguiente temporada, esta campaña no hubo descensos directos. Los dos últimos clasificados se enfrentaron en la promoción de permanencia al tercer y cuarto clasificado de la liguilla de ascenso de Segunda División. Dicha promoción se jugó a partido único en terreno neutral, siendo sus ganadores los que obtuvieron plaza para la siguiente temporada en Primera División. 
Por su parte, los dos primeros clasificados de la liguilla de promoción de Segunda División ascendieron directamente a Primera.

## Clasificación

### Clasificación final
| Pos. | Equipo                      | Pts. | PJ | G  | E | P  | GF | GC | Dif. | Clasificación                          |
| ---- | --------------------------- | ---- | -- | -- | - | -- | -- | -- | ---- | -------------------------------------- |
| 1    | Atlético de Madrid (C)      | 33   | 26 | 15 | 3 | 8  | 71 | 51 | +20  | Campeón y clasificado a la copa latina |
| 2    | R. C. Deportivo La Coruña   | 32   | 26 | 12 | 8 | 6  | 48 | 38 | +10  |                                        |
| 3    | Valencia C. F.              | 31   | 26 | 12 | 7 | 7  | 71 | 43 | +28  |                                        |
| 4    | Real Madrid C. F.           | 31   | 26 | 11 | 9 | 6  | 60 | 49 | +11  |                                        |
| 5    | C. F. Barcelona             | 29   | 26 | 13 | 3 | 10 | 67 | 47 | +20  |                                        |
| 6    | Atlético de Bilbao (C, O)   | 29   | 26 | 12 | 5 | 9  | 72 | 66 | +6   | Doblete de Copa y Copa Eva Duarte      |
| 7    | R. C. Celta de Vigo         | 28   | 26 | 13 | 2 | 11 | 63 | 50 | +13  |                                        |
| 8    | Real Sociedad               | 27   | 26 | 9  | 9 | 8  | 57 | 43 | +14  |                                        |
| 9    | Real Valladolid             | 25   | 26 | 8  | 9 | 9  | 49 | 46 | +3   |                                        |
| 10   | Sevilla C. F.               | 25   | 26 | 11 | 3 | 12 | 60 | 61 | −1   |                                        |
| 11   | R. C. D. Español            | 22   | 26 | 8  | 6 | 12 | 42 | 64 | −22  |                                        |
| 12   | C. D. Málaga                | 21   | 26 | 8  | 5 | 13 | 44 | 51 | −7   |                                        |
| 13   | Gimnástico de Tarragona (D) | 16   | 26 | 7  | 2 | 17 | 39 | 99 | −60  | Acceso a Promoción de permanencia      |
| 14   | Real Oviedo C. F. (D)       | 15   | 26 | 4  | 7 | 15 | 30 | 65 | −35  | Acceso a Promoción de permanencia      |

 Fuente: BDFutbol
Criterios de clasificación: Puntos · Diferencia de goles · Goles a favor · Play-off
|                            |
| Campeón Atlético de Madrid |

### Evolución de la clasificación
| Equipo / Jornada       | 01 | 02 | 03 | 04 | 05 | 06 | 07 | 08 | 09 | 10 | 11 | 12 | 13 | 14 | 15 | 16 | 17 | 18 | 19 | 20 | 21 | 22 | 23 | 24 | 25 | 26 |
| ---------------------- | -- | -- | -- | -- | -- | -- | -- | -- | -- | -- | -- | -- | -- | -- | -- | -- | -- | -- | -- | -- | -- | -- | -- | -- | -- | -- |
| Atlético de Madrid     | 6  | 3  | 5  | 2  | 4  | 4  | 5  | 8  | 9  | 7  | 8  | 7  | 11 | 10 | 8  | 7  | 4  | 5  | 3  | 1  | 2  | 1  | 2  | 1  | 1  | 1  |
| Deportivo de La Coruña | 9  | 6  | 7  | 5  | 3  | 2  | 3  | 4  | 2  | 5  | 6  | 6  | 5  | 4  | 6  | 3  | 3  | 4  | 6  | 6  | 4  | 5  | 3  | 2  | 2  | 2  |
| Valencia CF            | 5  | 7  | 10 | 9  | 9  | 7  | 9  | 7  | 8  | 8  | 9  | 10 | 9  | 8  | 10 | 8  | 6  | 3  | 4  | 4  | 8  | 6  | 5  | 4  | 3  | 3  |
| Real Madrid CF         | 1  | 9  | 4  | 4  | 2  | 3  | 2  | 1  | 1  | 1  | 1  | 1  | 1  | 1  | 1  | 1  | 1  | 1  | 1  | 3  | 3  | 3  | 4  | 6  | 4  | 4  |
| CF Barcelona           | 13 | 5  | 9  | 8  | 10 | 10 | 8  | 5  | 4  | 6  | 4  | 5  | 6  | 6  | 5  | 6  | 8  | 6  | 9  | 8  | 7  | 8  | 8  | 7  | 6  | 5  |
| Atlético de Bilbao     | 2  | 1  | 1  | 1  | 1  | 1  | 1  | 2  | 3  | 2  | 2  | 4  | 3  | 5  | 4  | 5  | 7  | 9  | 7  | 7  | 6  | 4  | 6  | 5  | 5  | 6  |
| Celta Vigo             | 3  | 2  | 2  | 3  | 6  | 5  | 6  | 3  | 6  | 3  | 5  | 3  | 4  | 3  | 2  | 2  | 2  | 2  | 2  | 2  | 1  | 2  | 1  | 3  | 7  | 7  |
| Real Sociedad          | 7  | 11 | 12 | 12 | 12 | 12 | 11 | 11 | 11 | 11 | 7  | 9  | 8  | 7  | 9  | 9  | 9  | 7  | 8  | 9  | 9  | 9  | 9  | 9  | 8  | 8  |
| Real Valladolid        | 11 | 8  | 8  | 11 | 8  | 6  | 4  | 6  | 5  | 4  | 3  | 2  | 2  | 2  | 3  | 4  | 5  | 8  | 5  | 5  | 5  | 7  | 7  | 8  | 9  | 9  |
| Sevilla FC             | 12 | 13 | 13 | 14 | 14 | 14 | 14 | 13 | 12 | 13 | 12 | 11 | 10 | 9  | 7  | 10 | 10 | 10 | 10 | 10 | 10 | 10 | 10 | 10 | 10 | 10 |
| RCD Español            | 8  | 4  | 3  | 6  | 5  | 8  | 10 | 9  | 10 | 10 | 11 | 8  | 7  | 11 | 11 | 11 | 11 | 12 | 11 | 12 | 12 | 12 | 11 | 11 | 11 | 11 |
| CD Málaga              | 10 | 12 | 11 | 10 | 11 | 11 | 12 | 12 | 13 | 12 | 14 | 13 | 13 | 13 | 12 | 12 | 12 | 11 | 12 | 11 | 11 | 11 | 12 | 12 | 12 | 12 |
| Gimnástico Tarragona   | 4  | 10 | 6  | 7  | 7  | 9  | 7  | 10 | 7  | 9  | 10 | 12 | 12 | 12 | 13 | 14 | 13 | 14 | 14 | 14 | 14 | 14 | 14 | 13 | 13 | 13 |
| Real Oviedo            | 14 | 14 | 14 | 13 | 13 | 13 | 13 | 14 | 14 | 14 | 13 | 14 | 14 | 14 | 14 | 13 | 14 | 13 | 13 | 13 | 13 | 13 | 13 | 14 | 14 | 14 |

### Promoción de permanencia
La promoción se jugó a partido único en Barcelona y Madrid, con los siguientes resultados:
| 2 de julio de 1950 | Gimnástico de Tarragona | 3:6     | CD Alcoyano | Estadio de Sarriá, Barcelona |  |
|                    |                         | Reporte |             |                              |  |

| 2 de julio de 1950 | Real Oviedo CF | 0:2     | Real Murcia CF | Estadio Metropolitano de Madrid, Madrid |  |
|                    |                | Reporte |                |                                         |  |

## Resultados
| Local \ Visitante         | ATH | ATM | BAR | CEL | DEP | ESP | GIM  | MAL | OVI | RMA | RSO | SEV | VAL | VLD |
| ------------------------- | --- | --- | --- | --- | --- | --- | ---- | --- | --- | --- | --- | --- | --- | --- |
| Atlético de Bilbao        | —   | 1–0 | 3–1 | 4–1 | 2–2 | 4–0 | 7–0  | 2–1 | 3–0 | 6–2 | 5–2 | 2–3 | 3–6 | 3–2 |
| Atlético de Madrid        | 6–6 | —   | 4–1 | 4–2 | 6–1 | 5–2 | 5–1  | 3–2 | 4–1 | 5–1 | 5–3 | 0–1 | 4–4 | 2–1 |
| C. F. Barcelona           | 5–0 | 1–0 | —   | 2–1 | 2–0 | 1–2 | 10–0 | 4–0 | 5–0 | 2–3 | 2–0 | 7–0 | 2–0 | 2–2 |
| R. C. Celta de Vigo       | 1–1 | 2–0 | 6–4 | —   | 2–3 | 4–1 | 10–1 | 1–0 | 3–1 | 5–2 | 0–1 | 4–2 | 3–2 | 4–0 |
| R. C. Deportivo La Coruña | 1–1 | 3–1 | 3–0 | 1–1 | —   | 2–1 | 1–0  | 1–0 | 2–2 | 3–0 | 4–4 | 3–0 | 5–1 | 1–0 |
| R. C. D. Español          | 4–1 | 0–2 | 2–2 | 3–0 | 3–2 | —   | 3–1  | 2–2 | 1–1 | 1–1 | 2–2 | 2–1 | 6–4 | 0–4 |
| Gimnástico de Tarragona   | 5–3 | 0–4 | 1–4 | 1–5 | 3–2 | 3–1 | —    | 5–1 | 3–2 | 0–3 | 2–1 | 2–4 | 1–1 | 4–1 |
| C. D. Málaga              | 2–3 | 3–3 | 0–0 | 2–0 | 2–1 | 4–1 | 5–1  | —   | 2–1 | 1–3 | 5–2 | 2–0 | 1–2 | 2–1 |
| Real Oviedo C. F.         | 3–1 | 1–3 | 0–2 | 1–2 | 0–2 | 2–3 | 1–1  | 2–2 | —   | 2–0 | 0–0 | 1–0 | 2–0 | 2–2 |
| Real Madrid C. F.         | 2–2 | 4–2 | 6–1 | 1–0 | 1–1 | 1–1 | 5–1  | 2–1 | 6–2 | —   | 2–2 | 4–2 | 2–2 | 1–1 |
| Real Sociedad             | 2–3 | 4–1 | 2–4 | 4–0 | 0–1 | 5–0 | 3–1  | 1–0 | 7–0 | 1–1 | —   | 5–0 | 1–1 | 1–1 |
| Sevilla C. F.             | 5–3 | 0–1 | 5–2 | 4–3 | 2–2 | 2–1 | 9–0  | 3–1 | 7–0 | 2–1 | 3–4 | —   | 2–2 | 2–3 |
| Valencia C. F.            | 4–1 | 6–0 | 4–0 | 1–2 | 3–0 | 4–0 | 5–1  | 4–0 | 2–1 | 2–2 | 0–0 | 5–0 | —   | 4–1 |
| Real Valladolid           | 6–2 | 0–1 | 2–1 | 4–1 | 1–1 | 4–0 | 3–0  | 3–3 | 2–2 | 1–4 | 0–0 | 1–1 | 3–2 | —   |

## Máximos goleadores
| #  | Jugador         | Equipo             | Goles |
| -- | --------------- | ------------------ | ----- |
| 1º | Telmo Zarra     | Atlético de Bilbao | 25    |
| 2º | Igoa            | Valencia CF        | 22    |
| 3º | Pahiño          | Real Madrid        | 20    |
| 4º | Hermidita       | Celta de Vigo      | 19    |
| 5º | César Rodríguez | CF Barcelona       | 18    |